# Himerta townesorum
Himerta townesorum là một loài tò vò trong họ Ichneumonidae.